# آرنولد بک
آرنولد بک (انگلیسی: Arnold Beck; ۷ اوت ۱۹۱۶ – ۱۱ اکتبر ۱۹۹۷) مهندس اهل انگلیس بود.
وی عضو پیوسته انجمن مهندسان برق و الکترونیک بود.